# 七保バス
七保バス（ななほバス）は、三重県度会郡大紀町の旧七保村地区で運行していたコミュニティバスである。2009年4月に三重交通路線バス（松阪営業所管内の58系統「藤木屋線」）の廃止代替バスとして実証運行開始した。翌2010年3月末をもって、実証運行を終了した。

## 路線
大紀町にある滝原西村ハイヤー有限会社に委託運行している。上り線（木屋発）1日1便、下り線（栃原駅前発）1日2便である。
運行路線は以下の1区間のみ。ただし、☆の付いているバス停は予約があったときのみ運行される。
- 木屋☆ - 第三小学校☆ - 藤 - 第二小学校 - 神原☆ - 打見 - 野原 - 栃原駅前

## 概要
- 料金は小学生以下は無料、ほかは100円。3、6、12か月分の定期券もあった。
- 平日のみの運行。土・日・祝日・お盆・年末年始は運休。